# Helophilus
Helophilus là một chi ruồi trong họ Syrphidae.

## Các loài
| Phân chi: Helophilus - Helophilus affinis Wahlberg, 1844 - Helophilus bilinearis Williston, 1887 - Helophilus borealis Staeger, 1845 - Helophilus bottnicus Wahlberg, 1844 - Helophilus celeber Osten Sacken, 1882 - Helophilus consimilis Malm, 1863 - Helophilus continuus Loew, 1854 - Helophilus contractus (Claussen & Pedersen, 1980) - Helophilus distinctus Williston, 1887 - Helophilus divisus Loew, 1863 - Helophilus fasciatus Walker, 1849 - Helophilus frutetorum (Fabricius, 1775) - Helophilus groenlandicus (Fabricius, 1780) - Helophilus hybridus Loew, 1846 - Helophilus insignis Violovitsh, 1979 - Helophilus intentus Curran and Fluke, 1922 - Helophilus interpunctus (Harris, 1776) - Helophilus kurentzovi (Violovitsh, 1960) - Helophilus laetus Loew, 1863 - Helophilus lapponicus Wahlberg, 1844 - Helophilus latifrons Loew, 1863 - Helophilus lineatus (Fabricius, 1787) - Helophilus lunulatus Meigen, 1822 - Helophilus neoaffinis Fluke, 1949 - Helophilus obscurus Loew, 1863 - Helophilus obsoletus Loew, 1863 - Helophilus oxycanus (Walker, 1852) - Helophilus parallelus (Harris, 1776) - Helophilus pendulus (Linnaeus, 1758) - Helophilus perfidiosus (Hunter, 1897) - Helophilus pilosus Hunter, 1897 - Helophilus relictus (Curran & Fluke, 1926) - Helophilus rex (Curran & Fluke, 1926) - Helophilus sapporensis Matsumura, 1911 - Helophilus sibiricus Smirnov, 1923 - Helophilus stipatus Walker, 1849 - Helophilus transfugus (Linnaeus, 1758) - Helophilus trivittatus (Fabricius, 1805) - Helophilus turanicus Smirnov, 1923 - Helophilus versicolor (Fabricius, 1794) - Helophilus virgatus Coquillett, 1898 | Phân chi: Pilinasica - Helophilus antipodus Schiner, 1868 - Helophilus campbelli (Miller, 1921) - Helophilus campbellicus Hutton, 1902 - Helophilus cargilli Miller, 1911 - Helophilus chathamensis Hutton, 1901 - Helophilus cingulatus Fabricius, 1775 - Helophilus hectori Miller, 1924 - Helophilus hochstetteri Nowicki, 1875 - Helophilus ineptus Walker, 1849 - Helophilus montanus (Miller, 1921) - Helophilus seelandicus Gmelin, 1790 - Helophilus taruensis Miller, 1924 |

## Hình ảnh

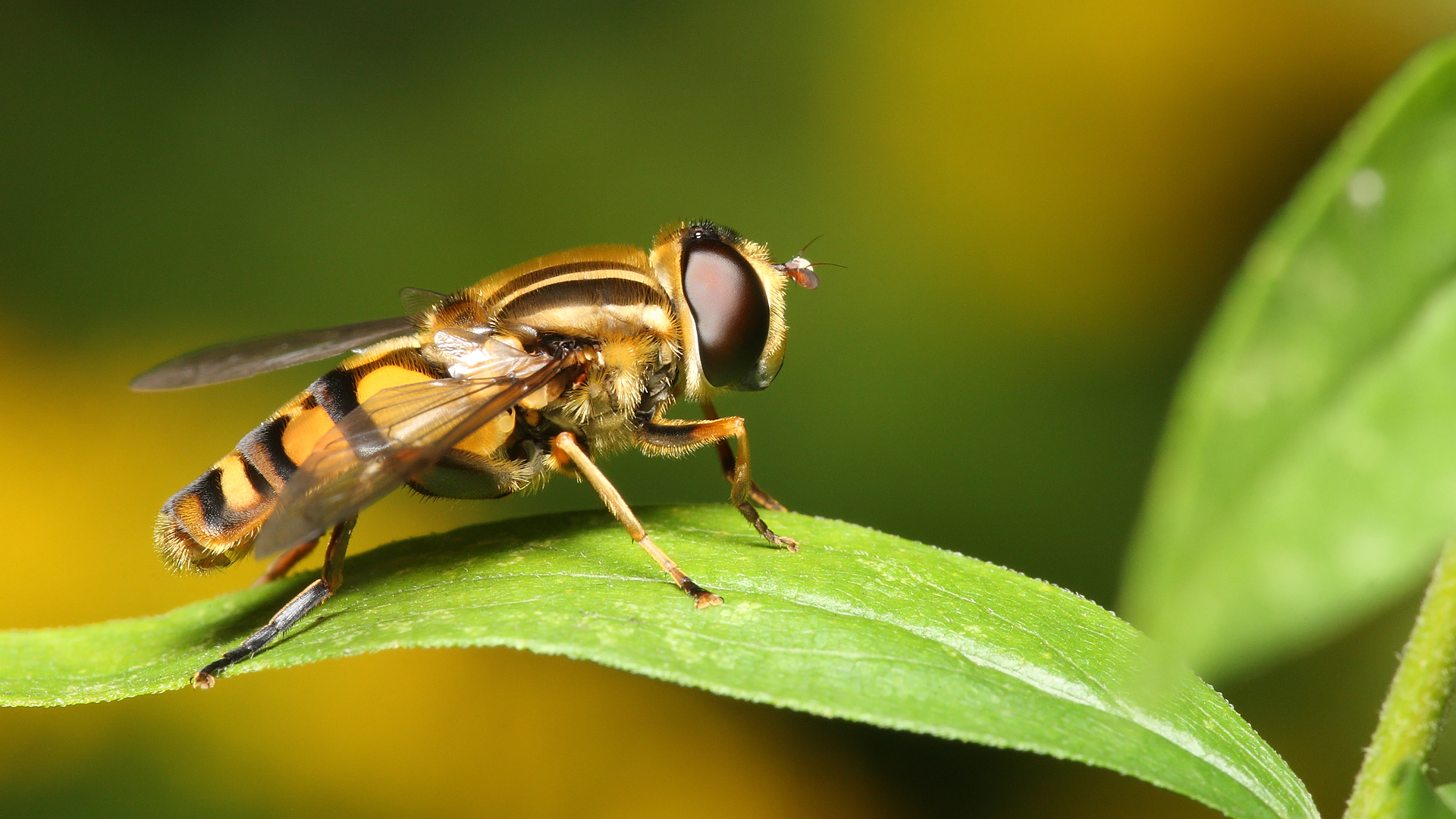
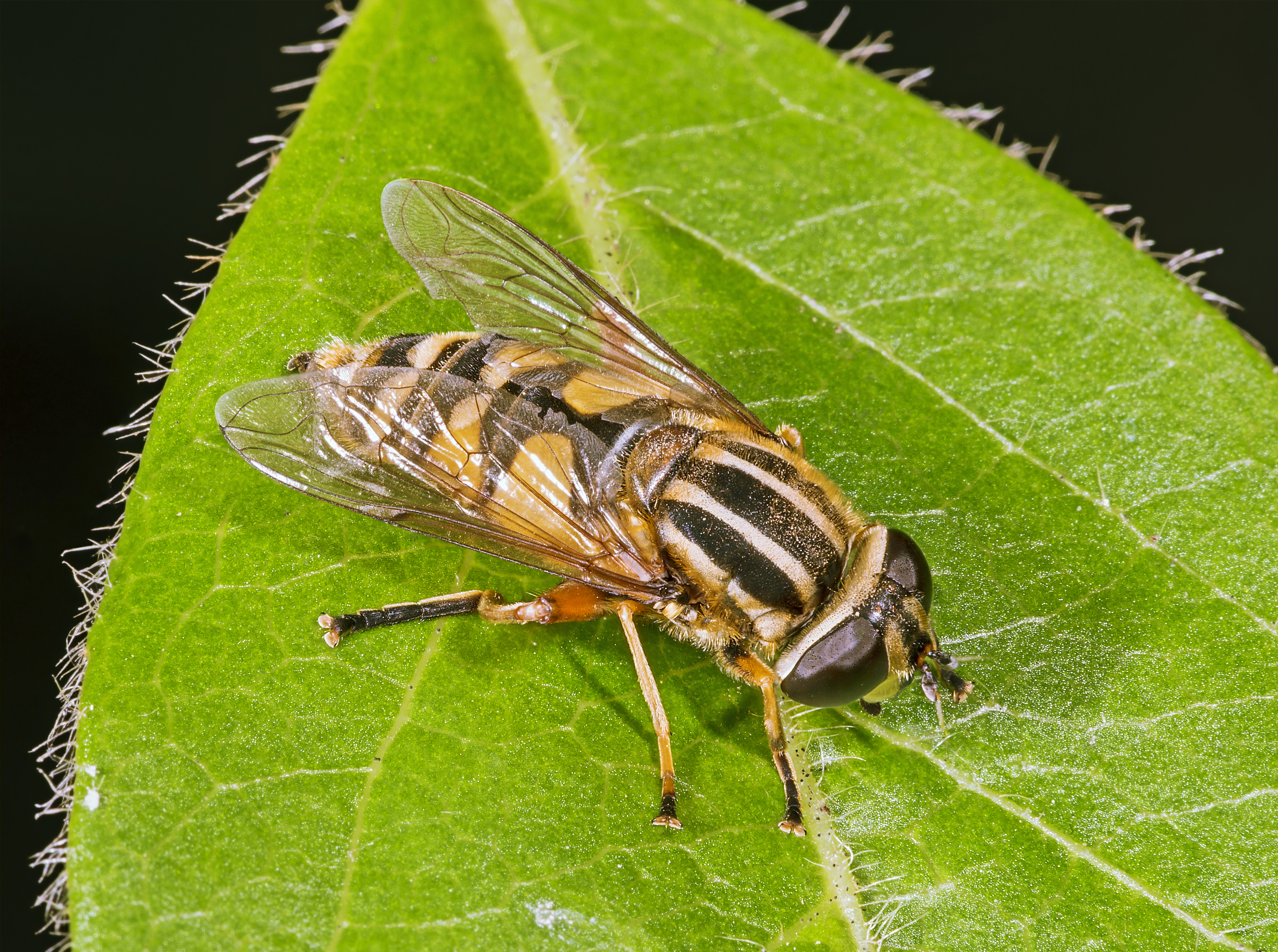
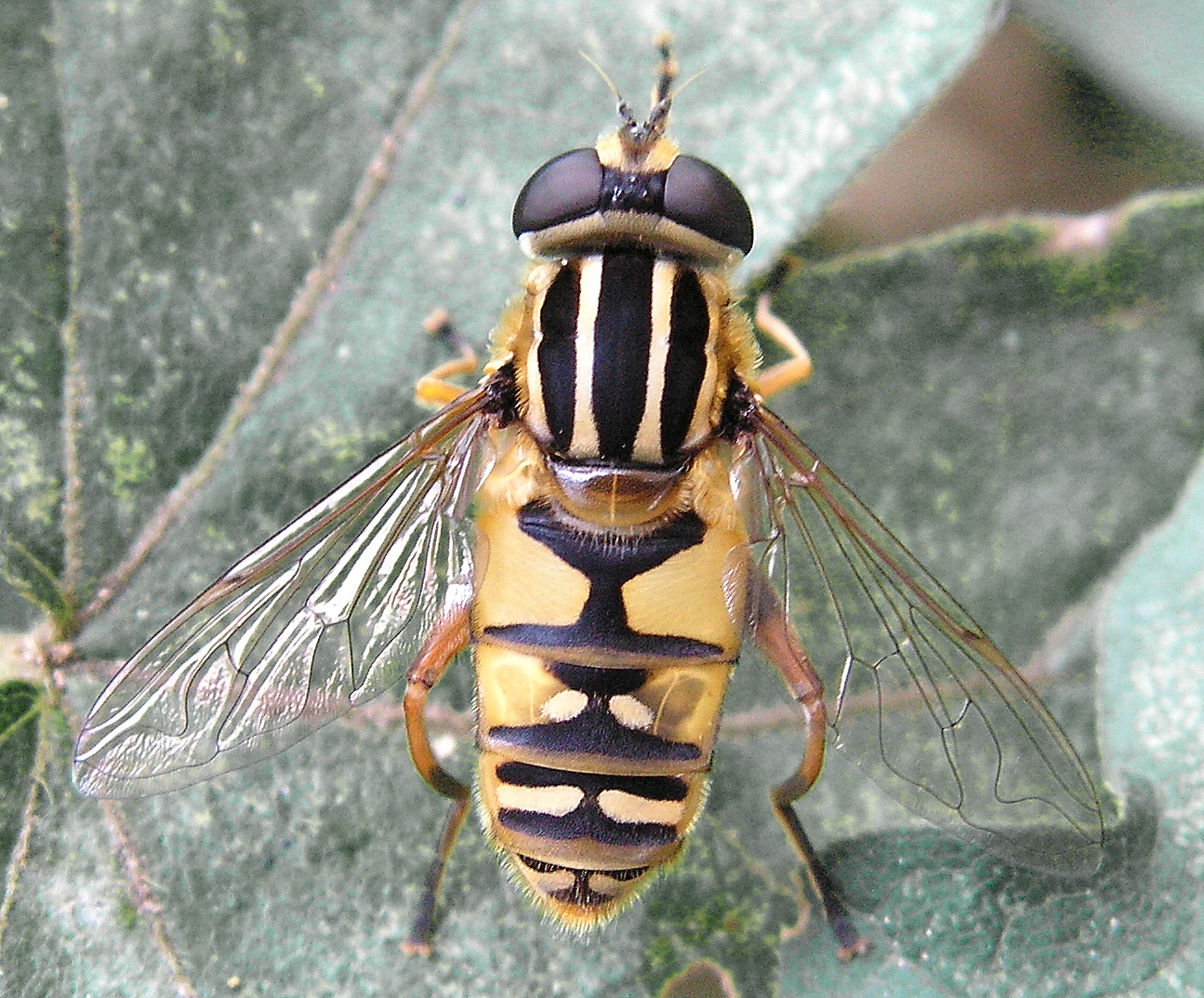